# Lycosa horrida
Lycosa horrida là một loài nhện trong họ Lycosidae.
Loài này thuộc chi Lycosa. Lycosa horrida được Eugen von Keyserling miêu tả năm 1877.